# 慈利县
慈利县是位于湖南省张家界市东部的县。辖域总面积为3,481平方公里，常住总人口約69万人，县人民政府駐零阳镇。
辖域内森林覆盖率达57.8%；农作物以水稻、棉花为主，另外烤烟、柑桔和油菜等经济作物种植量较大；矿产主要为煤、大理石、镍、铜、磷、雄黄、黄铁和赤铁矿。

## 地名由来
据《慈利县志》、《直隶澧州志》、《隆庆岳州志》载，隋着生产的发展，境内“山孕五矿，民以铜、铅、铁、生之利相擅，地利饶给”，方物颇著，素有“银澧金慈”之誉，加以“上俗仁慈”，“尚义好文”，隋朝乃改名慈利。盖“‘慈’，沿‘慈姑’旧号”，亦民风仁慈之意；“‘利’，著所产也”。明隆庆《岳州府志》卷7《职方考》：慈利“以土俗淳慈，得物产利，名曰慈姑”。又称慈利。

## 人口
2020年末全县总户数241623户，户籍总人口684309人， 其中男性350776人，女性333533人，男女性别比约为105:100，人口性别比例基本正常。全县城镇人口共有155957人，占总人口数的22.79%。
全县总人口63.66万人（2009），其中城镇人口为22.90万人，农村人口为40.76万人（2009）。當地民族除汉族之外，主要少数民族为土家族、白族、回族和苗族。

## 經濟

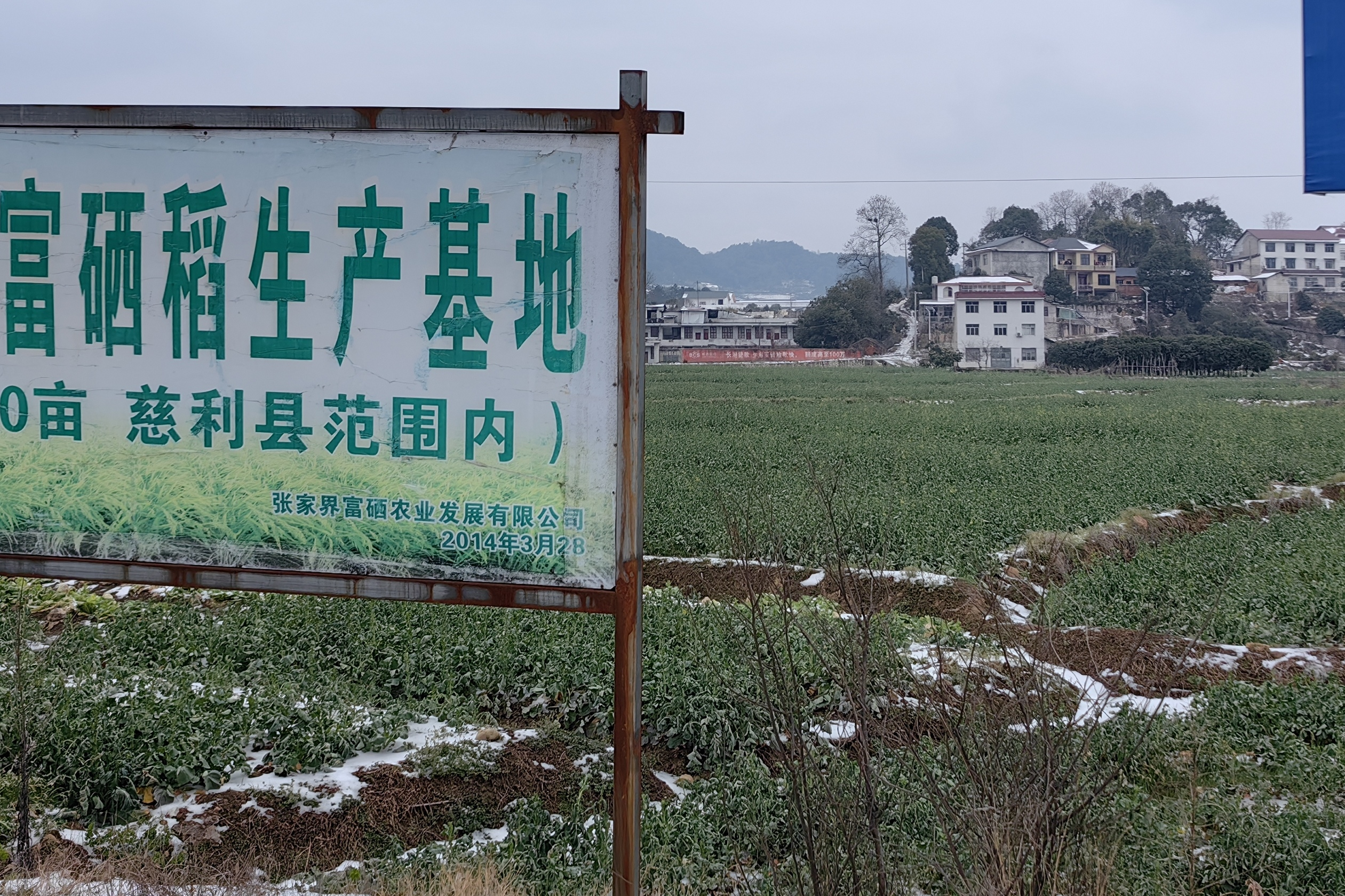
慈利县的水稻生产基地

全县国内生产总值总量66.72亿元（2009年）。

## 历史
慈利秦始皇二十六年（前221年）属黔中郡“慈姑县”，汉改为“零阳县”；隋开皇十八年以“土俗淳慈，得物产利”而改称“慈利县”，也是“慈利”之名由来；元贞元年升为慈姑州，旋即改为慈利州，明太祖初年降慈利州为“慈利县”至今。

## 地理

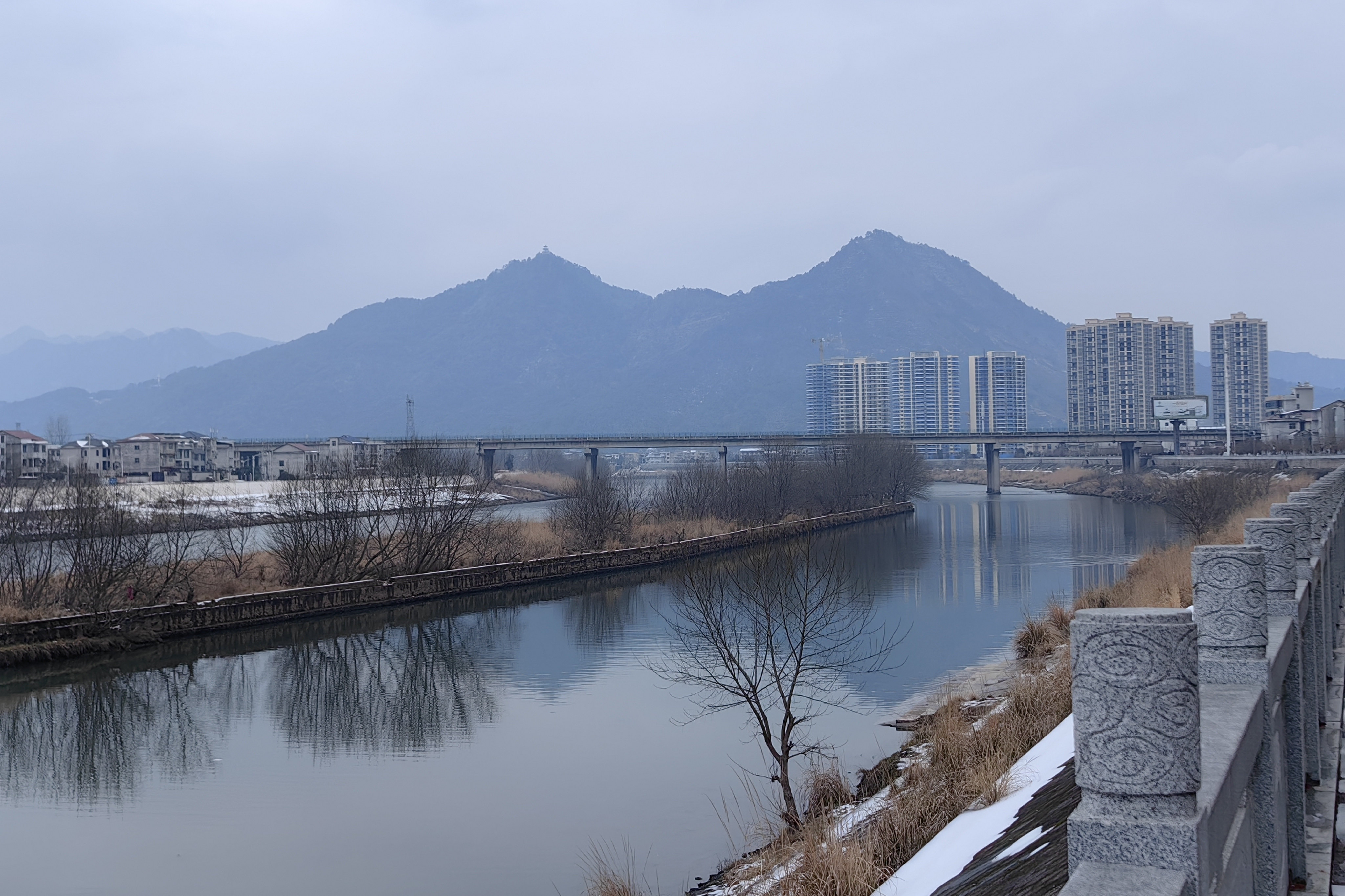
澧水零阳镇段

慈利县地处澧水中游，属湘西山区向滨湖平原过渡地带，地势自北向南倾斜。武陵山余脉分三支自西部入境向东部蜿蜒；主要山峰有高架界、袁家界、回头山、天鹅池、剪刀寺、太平山河二门山，高架界为辖境至高点，海拔1410米。河流以澧水、溇水为干流，主要支流为索水、狮头溪、九渡溪等支流。
相邻县级行政区有，北部河东北部与石门县交接，东南部和桃源县接壤，西南和张家界市辖区武陵源区和永定区直接相连，西北部和桑植县为邻。

## 行政区划
慈利县下辖15个镇、3个乡、7个民族乡：
零阳镇、岩泊渡镇、溪口镇、东岳观镇、通津铺镇、杉木桥镇、象市镇、江垭镇、苗市镇、零溪镇、高桥镇、龙潭河镇、广福桥镇、三合镇、二坊坪镇、南山坪乡、洞溪乡、杨柳铺乡、三官寺土家族乡、高峰土家族乡、许家坊土家族乡、金岩土家族乡、赵家岗土家族乡、甘堰土家族乡和阳和土家族乡。

## 政治

### 现任领导
| 机构     | 慈利县人民政府 县长 | · 中国共产党 · 慈利县委员会 · 书记 | 慈利县人民代表大会 常务委员会 主任 | · 中国人民政治协商会议 · 慈利县委员会 · 主席 |
| -------- | ------------------- | ---------------------------------- | ---------------------------------- | -------------------------------------------- |
| 姓名     | 朱爱民              | 侯铁夫                             | 朱超雄                             | 覃业成                                       |
| 民族     | 汉族                | 汉族                               | 土家族                             | 土家族                                       |
| 出生地   | 湖南省桑植县        | 湖南省张家界市                     | 湖南省慈利县                       | 湖南省石门县                                 |
| 出生日期 | 1977年10月（47歲）  | 1974年5月（51歲）                  | 1968年10月（56歲）                 | 1971年4月（54歲）                            |
| 就任日期 | 2022年3月           | 2022年3月                          | 2021年                             | 2021年                                       |

## 交通
- 353国道过境。

## 军事
- 解放军海军第二个超长波通信台位于慈利境内。

## 旅游
- 江垭水库、赵家垭水库
- 江垭温泉、万福温泉
- 娄江、澜川峡、龙王潭
- 龙王洞、悬丝洞
- 太华山
- 梅花殿、九溪卫古城、溪口古镇
- 杜心武武术文化园
- 渔浦书院
- 南武当：道教圣地——五雷山

## 知名人士
- 谭敦洪
- 王德基
- 谭本宏
- 杜心武
- 陈能宽
- 孙开华
- 袁任远
- 唐牺支
- 卓新平
- 卓康宁
- 汪啸风
- 黄炳秀
- 蹇先佛
- 蹇先任
- 袁任远
- 张沈川
- 朱宜之
- 王育根
- 王育瑛
- 张一鸣
- 于兆龙
- 王正雅
- 孙道仁
- 李炳寰
- 田邦璇
- 孙道元
- 胡峻德
- 安长太
- 李应祥
- 李师靖
- 杜世寿
- 莫俦
- 莫卞
- 张兑
- 覃垕
- 周叙
- 唐仁
- 佘惠
- 卓炯